# دون كاري (ممثل)
دون كاري (بالإنجليزية: Don Curry)‏ هو ممثل أمريكي، ولد في 1961 في فورت وورث في الولايات المتحدة.

## وصلات خارجية
- دون كاري على موقع IMDb (الإنجليزية)
- دون كاري على موقع قاعدة بيانات الفيلم (الإنجليزية)